# Fuck Off!
Fuck Off! — первый сольный мини-альбом Shaggy 2 Dope, участника американского хип-хоп дуэта Insane Clown Posse, выпущенный в конце 1999 года на их дочернем лейбле группы Psychopasic Records. Обложка была сделана самим Shaggy 2 Dope. Буклет альбома является рекламой для соло LP рэпера, под названием «Shaggs The Clown». Песня «3 Rings» была включена в третий альбом ICP Riddle Box.

## Список композиций
1. «Fuck Off!» (Feat Violent J) — 3:26
2. «Clown Luv» — 3:41
3. «I’m Not Alone» — 5:03
4. «3 Rings»(Feat Violent J) — 4:40